# Kantsi
Kantsi (Duits: Ganzenhof) is een plaats in de Estlandse gemeente Muhu, provincie Saaremaa. De plaats heeft de status van dorp (Estisch: küla).

## Bevolking
Het dorp had 15 inwoners op 31 december 2011 en 31 inwoners op 31 december 2021.

## Ligging
De plaats ligt ten zuiden van Liiva, de hoofdplaats van de gemeente.

## Geschiedenis
Kantsi stond in de 16e eeuw bekend onder de naam Loysis of Lechtis. In 1534 kwam Kantsi als landgoed in het bezit van Peter Gans, vandaar de Duitse naam Ganzenhof. De Estische naam is daarvan afgeleid. De familie Gans hield het landgoed in bezit tot in 1654. Daarna werd het een kroondomein. In 1872 werd het opgedeeld onder de boeren die erop werkten.